# サヨナラ模様 (アルバム)
『サヨナラ模様』（さよならもよう）は、シンガーソングライター・伊藤敏博のアルバムで、1981年12月5日にフィリップス・レコードから発売された。

## 概要
1981年８月に発売した、メジャーデビューシングル「サヨナラ模様」が、コッキーポップのテーマ曲にもなった事で全国にこの歌が広がり、70万枚を売り上げる大ヒットとなった。その大ヒットを受けて同年12月にファースト・アルバム『サヨナラ模様』を発売。

## 収録曲
| #         | タイトル         | 作詞       | 作曲      | 編曲      | 時間  |
| --------- | ---------------- | ---------- | --------- | --------- | ----- |
| 1.        | 「サヨナラ模様」 | 伊藤敏博   | 伊藤敏博  | 大村雅朗  | 5:25  |
| 2.        | 「夜汽車」       | 京田由     | 京田由    | 平野孝幸  | 4:06  |
| 3.        | 「綾織り」       | そらんじゅ | 森田雅彦  | 大村雅朗  | 3:53  |
| 4.        | 「メモリー」     | 伊藤敏博   | 伊藤敏博  | 平野孝幸  | 3:20  |
| 5.        | 「追憶」         | 京田由     | 京田由    | 大村雅朗  | 4:04  |
| 合計時間: | 合計時間:        | 合計時間:  | 合計時間: | 合計時間: | 20:48 |

| #         | タイトル                   | 作詞               | 作曲      | 編曲      | 時間  |
| --------- | -------------------------- | ------------------ | --------- | --------- | ----- |
| 1.        | 「鬼火送り」               | 伊藤敏博・宮成久雄 | 伊藤敏博  | 大村雅朗  | 5:47  |
| 2.        | 「貴方を」                 | 伊藤敏博           | 伊藤敏博  | 大村雅朗  | 3:40  |
| 3.        | 「ただ恋はいつも黄昏れて」 | 伊藤敏博           | 伊藤敏博  | 平野孝幸  | 4:07  |
| 4.        | 「いつわり」               | 伊藤敏博           | 伊藤敏博  | 平野孝幸  | 3:27  |
| 5.        | 「追憶－エピローグ－」     | 京田由             | 京田由    | 大村雅朗  | 1:07  |
| 合計時間: | 合計時間:                  | 合計時間:          | 合計時間: | 合計時間: | 18:08 |

## 楽曲解説

### A面
1. サヨナラ模様
  - シングル版の曲構成にアカペラの前奏パートを加えたため、全体的な収録時間が長くなっている。
2. 夜汽車
3. 綾織り
4. メモリー
5. 追憶

### B面
1. 鬼火送り
2. 貴方を
3. ただ恋はいつも黄昏れて
4. いつわり
5. 追憶－エピローグ－

## スタッフ
- ディレクター：細川和嗣（YAMAHA）、田村宏洋（YAMAHA）
- プロデューサー：奥島吉雄（YAMAHA）、見城正弘（YAMAHA）
- ミクサー：山下有次
- カバー写真：田村仁
- インナースリーヴ写真：波多健二
- アルバムデザイン：扇谷正郎
- 小杉勝郎、金子邦雄
- エクゼクティブ・プロデューサー：川上源一

## 発売履歴
| 発売日         | レーベル                               | 規格         | 規格品番   |
| -------------- | -------------------------------------- | ------------ | ---------- |
| 1981年12月5日  | フィリップス・レコード                 | LP           | 28PL-21    |
| 1984年4月5日   | フィリップス・レコード                 | CD           | 35LD-9     |
| 2001年12月19日 | ヤマハミュージックコミュニケーションズ | CD           | YCCU-9     |
| 2017年5月3日   | ヤマハミュージックコミュニケーションズ | Blu-spec CD2 | YCCU-10046 |